# 文聖述
文 聖述（ムン・ソンスル、朝鮮語: 문성술/文成述、1922年 - 1999年3月）は、朝鮮民主主義人民共和国の外交官、政治家。駐インドネシア大使、第3・4・8期最高人民会議代議員。朝鮮労働党組織指導部第一部長、中央党本部党書記。

## 経歴
中央党学校卒。平安南道党部長・江西郡（現・江西区域）党委員長、咸鏡南道農村経理委員長、駐インドネシア北朝鮮大使、平安南道行政委員会委員長、朝鮮労働党中央委員会農業部長、黄海南道党責任書記・人民委員長、朝鮮労働党組織指導部第1副部長などを務めた。1999年3月、深化組事件に巻き込まれ下剤を飲まされた上で3日間一滴の水も与えられない拷問を受け、その結果、留置場の壁に頭を打ち付けて自殺したといわれる。

## 賞勲
- 金日成勲章（1982年4月）
- 金日成勲章（1992年4月）